# Lenkeyné Semsey Klára
Lenkeyné Semsey Klára (Prügy, 1930. október 8.–) református lelkész, nyugalmazott egyetemi tanár.

## Élete
Középiskolába Nyíregyházára járt, majd Sárospatakon kezdte meg teológiai tanulmányait, amit a történelmi-politikai változások miatt Debrecenben fejezett be. 1954-ben első, 1955-ben második lelkészképesítő vizsgát tett. 1954-55-ben diakóniai intézeti segédlelkész volt Sajósenyén.
1955-ben tanársegédi megbízást kapott a Debreceni Református Teológiai Akadémián dr. Varga Zsigmond professzor mellett az Újszövetségi Tanszéken. 1974–1978 között a Magyarországi Református Egyház zsinati irodájának tanulmányi előadója volt, miközben tovább folytatta oktatói tevékenységét is Debrecenben. 1978 óta az egyház első női tanszékvezető professzora volt az Újszövetségi Tanszéken, 1999-től egyetemi tanár.
Sorra jelentek meg tanulmányai és exegetikai munkái. Kutatási területe az újszövetségi nyelvészet, a kortörténet és az írásmagyarázat; kiemelten is fontos az Apostolok Cselekedeteiről szóló könyv és a Pásztori levelek magyarázata. Az utóbbi években a jánosi iratok kutatásával foglalkozott. Előbb a János evangéliumának magyarázatát jelentette meg 1999-2001 között három kötetben, majd 2005-ben Az eljövendő világ erejével e világban című könyve került kiadásra, amely János apostol három levelének magyarázata.
1979-től a Doktorok Kollégiuma újszövetségi szekciójának vezetője. 1980-ban szerzett teológiai doktorátust summa cum laude minősítéssel. Disszertációjában – Nők az Újszövetségben – az Újszövetség a nőkről – a nők egyházi szolgálatának értékeiről ír. Így lett előkészítője és részese a nők lelkésszé szenteléséről zajlott sajtóvitának, s az erről szóló zsinati döntésnek.
Nevelői tevékenységét nemcsak mint professzor fejtette ki: 1985-től a Debreceni Református Teológiai Akadémia internátusának igazgatója volt. 
Küldetésének érezte a közösségteremtést egyház és világ, tanár és diák, tudományos körök és gyülekezeti élet között. Egészséges kegyességre vágyott és annak megvalósulásáért küzdött a maga vezette imaközösség élén.
Mint teológiai dékán 1990-ben kezdeményezte a hitoktató képzést, az egyszemélyes tanszékek bővítését, valamint a teológia részvételét a Debreceni Universitasban, ami meghatározta az intézmény fejlődési irányát. 1995-96-ban prodékán, 1996-97-ben megbízott dékán, majd 1996-1999 között a Hittudományi Egyetem rektorhelyettese volt.
2003-ban tudományos és oktatói munkássága elismeréseként megkapta a Károli Gáspár-díjat. Eddig 16 könyve, megközelítőleg 100 tanulmánya és exegetikai segítő anyaga, valamint számos egyéb írása és cikke jelent meg.
A pataki teológia a Sárospataki Református Kollégium alapításának 475. jubileumi évében, 2006. augusztus 19-én avatta tiszteletbeli tanárává. A Doktorok Kollégiuma 2007-ben Aranygyűrűs Teológiai Doktor kitüntetéssel méltatta dr. Lenkeyné dr. Semsey Klára debreceni nyugalmazott teológiai professzor munkásságát.

## Főbb művei
- A nők az Újszövetségben, az Újszövetség a nőkről; Kálvin, Budapest, 1993
- Prügytől Sárospatakon át Debrecenig. Életútinterjú; interjú Bartha Ákos; KRE–L'Harmattan, Budapest, 2014 (Károli könyvek. Monográfia)